# Rainbow Warrior III
El Rainbow Warrior III, en español Guerrero del Arcoíris III, es un barco de la ONG Greenpeace, botado en el año 2011. Dicha embarcación sustituye en la organización al Rainbow Warrior II, que prestó servicio entre 1989 y 2011. El nombre proviene del barco homónimo de 1975, que fue hundido por la Dirección General de la Seguridad Exterior de Francia en 1985.

## Galería

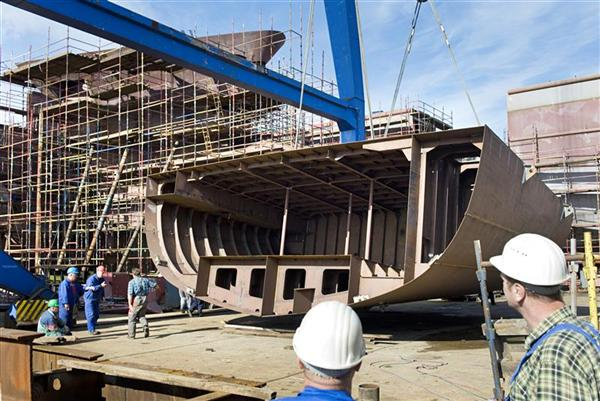
El Rainbow Warrior III en proceso de construcción. Buque insignia de Greenpeace.
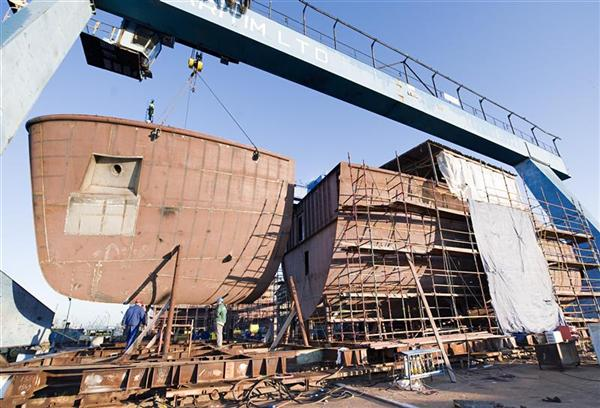
El Rainbow Warrior III en proceso de construcción. Buque insignia de Greenpeace.

VIDEO * http://www.youtube.com/watch?v=xxWIg_cRr2M dts digitalizaciones Videos

## Labor
El Rainbow Warrior III es un barco de la flota de la ONG Greenpeace, destinado a defender a los océanos de la contaminación tanto química como orgánica. El Rainbow Warrior III sirve de reemplazo al Rainbow Warrior II, que era el barco insignia de la ONG. Según Greenpeace, son los siguientes puntos los fuertes del Rainbow Warrior:
- realizar acciones por las energías renovables;
- realizar acciones para detener la deforestación, siguiendo la pista de traficantes ilegales;
- proteger a los mares, rastrear pesca pirata e ilegal, e impulsar la creación de santuarios marinos;
- defender a los océanos del peligro de los químicos, persiguiendo las empresas responsables y siguiendo la pista al tráfico ilegal de químicos peligrosos;
- promover la agricultura sana, sin químicos, tanto herbicidas como pesticidas;
- proteger al mar de los desechos nucleares y apoyar las campañas contra la energía nuclear.

## Características
El Rainbow Warrior III será el primer barco de la organización que será diseñado y construido íntegramente partiendo de cero para Greenpeace. Los anteriores barcos habían sido comprados después de otros usos y reconvertidos para cumplir las funciones y realizar las labores que requería la organización. Este nuevo barco se ha diseñado y se está construyendo teniendo ya en cuenta las funciones a realizar y las premisas (medioambientales) a cumplir. El coste aproximado es de unos 40 millones de euros, según fuentes oficiales. Su construcción está siendo costeada únicamente a partir de las donaciones de socios y simpatizantes. Estas donaciones son exclusivas para la construcción del barco y no se han desviado fondos de las campañas generales de la organización para la construcción del navío. Para recaudar esta suma, Greenpeace ha organizado varios sistemas de donación:
- Donación directa para la construcción del barco. Los nombres de los donantes aparecerán en una de las paredes del barco.
- Donación directa para la equipación del barco. Donde cada persona donante asume el coste de una de las piezas, instrumentos o equipación del barco, es decir compra la pieza y la dona a Greenpeace. Esto se hace a través de una tienda electrónica en una página web establecida a tal efecto.[3]
- Una subasta de arte en Nueva Zelanda.

### Características Técnicas
El Rainbow III tendrá aproximadamente 58 metros de eslora, 11,30 de manga, y una velocidad de hasta 15 nudos. Desplazará además, 838 toneladas, y su material principal será el aluminio. El Rainbow Warrior tendrá 5 velas, con una superficie vélica de 1290 metros cuadrados, y sus mástiles se elevarán 54 metros sobre el nivel del mar, aprovechando al máximo la fuerza eólica. Además contará con motor diésel-eléctrico, para ser usado en condiciones desfavorables de tiempo. Poseerá 4 embarcaciones inflables, y una red de banda ancha para comunicar al mundo lo que sucede a bordo. Tendrá capacidad para un máximo de 34 personas.
El responsable del diseño de las velas fue el italiano Guido Cavalazzi que cuenta con larga trayectoria en el diseño de velas, por ejemplo las velas del barco Prada Luna Rossa de la Copa América. Un equipo de aproximadamente 20 personas han trabajado en su desarrollo hasta los últimos detalles. Una vez finalizadas, se entregarán a la firma Rondal, fabricante de la jarcia del Rainbow Warrior III, que construye el astillero holandés Dijkstra. El diseño de las velas del barco se ha hecho pensando en factores diversos como la autonomía, la ecología de los materiales, etc. Tendrá un total de cinco velas con una superficie vélica total de 1.290 metros cuadrados, soportadas por dos mátiles. El material elegido es el Fibercon, una fibra de alta tenacidad patentada por la empresa Contender Sailcloth y están realizadas en doble capa, para una máxima durabilidad. Las velas constituyen un producto muy especial porque se trata de velas en Dacron en doble capa con un corte clásico producidas de forma totalmente artesanal. Requieren una tecnología muy distinta a la que puede aplicarse en velas de barcos de alta competición, por las necesidades especiales buscando un equilibrio entre eficiencia y durabilidad de las velas, sin olvidar el factor medioambiental de los materiales, multitud de factores a considerar no tan sencillos de complementar cuando se trata de velas enrollables de poliéster de gran superficie y en una embarcación de mucho desplazamiento. Las velas se han construido en la fábrica de la empresa North Sails en la localidad pontevedresa de Cuntis. Esta es la misma sede que ha fabricado velas para algunos de los mejores equipos de alta competición como el Alinghi, ganador de dos ediciones de Copa América, o el equipo Telefónica de la Volvo Ocean Race o para embarcaciones destacables como el buque escuela Juan Sebastián Elcano, que también lleva velas de dracon pesadas.
Velas Rainbow Warrior III:
- Mayor: 346 m²
- Fisherman: 309 m²
- Outterjib: 273 m²
- Fore staysail: 186 m²
- Main staysail: 186 m²

#### Puente de mando
El puente de mando, o simplemente puente, es desde donde se maneja la nave. En la parte central, estará la oficina de campaña, la sala de dirección, y la sala del timón. Hacia la popa, estárán las lanchas inflables.

#### Cubierta Principal
En la proa, a estribor, está ubicado el salón de esparcimiento, y a babor, la sala de comedor y la cocina.